# 汲蜜鸟属
汲蜜鸟属（学名：Myza），是雀形目吸蜜鸟科下的一属，其拉丁学名源于希腊语中的一词，意为“吸吮”。属下现有两种物种，均分布在印度尼西亚的苏拉威西岛。

## 种
- 汲蜜鸟属 
  - 暗耳汲蜜鸟（英语：Myza celebensis）   无危(IUCN 3.1)[3]
  - 白耳汲蜜鸟   无危(IUCN 3.1)[4]